# Air Comet Chile
Air Comet Chile era una compagnia aerea con sede a Santiago del Cile, in Cile, che operava servizi passeggeri nazionali. La sua base principale era l'Aeroporto Internazionale Comodoro Arturo Merino Benítez di Santiago.

## Storia

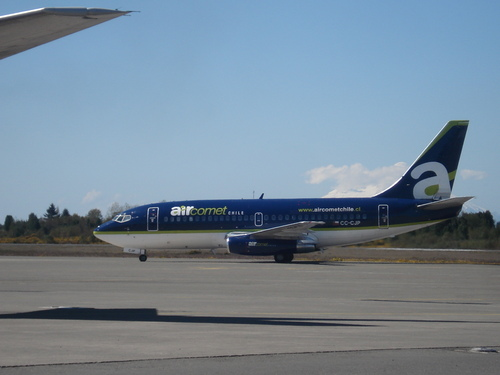
Un aereo di Air Comet Chile in fase di atterraggio sulla pista dell'aeroporto di Puerto Montt.

La compagnia aerea era stata fondata come Aerolíneas del Sur nel 2004 dal Grupo Marsans e iniziò ad operare nel dicembre 2004, dopo aver ricevuto l'approvazione delle autorità cilene e dell'aviazione civile un mese prima. Era interamente di proprietà del Grupo Marsans. Nel quarto trimestre del 2007 venne ribattezzata Air Comet Chile, in qualità di compagnia aerea sorella della compagnia spagnola Air Comet. A quel tempo era la terza compagnia aerea più grande del Cile.
La compagnia aerea cessò le operazioni il 31 ottobre 2008 e presentò istanza di protezione dal fallimento il 18 dicembre. Alcuni degli aerei Air Comet Chile sono stati operati da Aerolínea Principal.

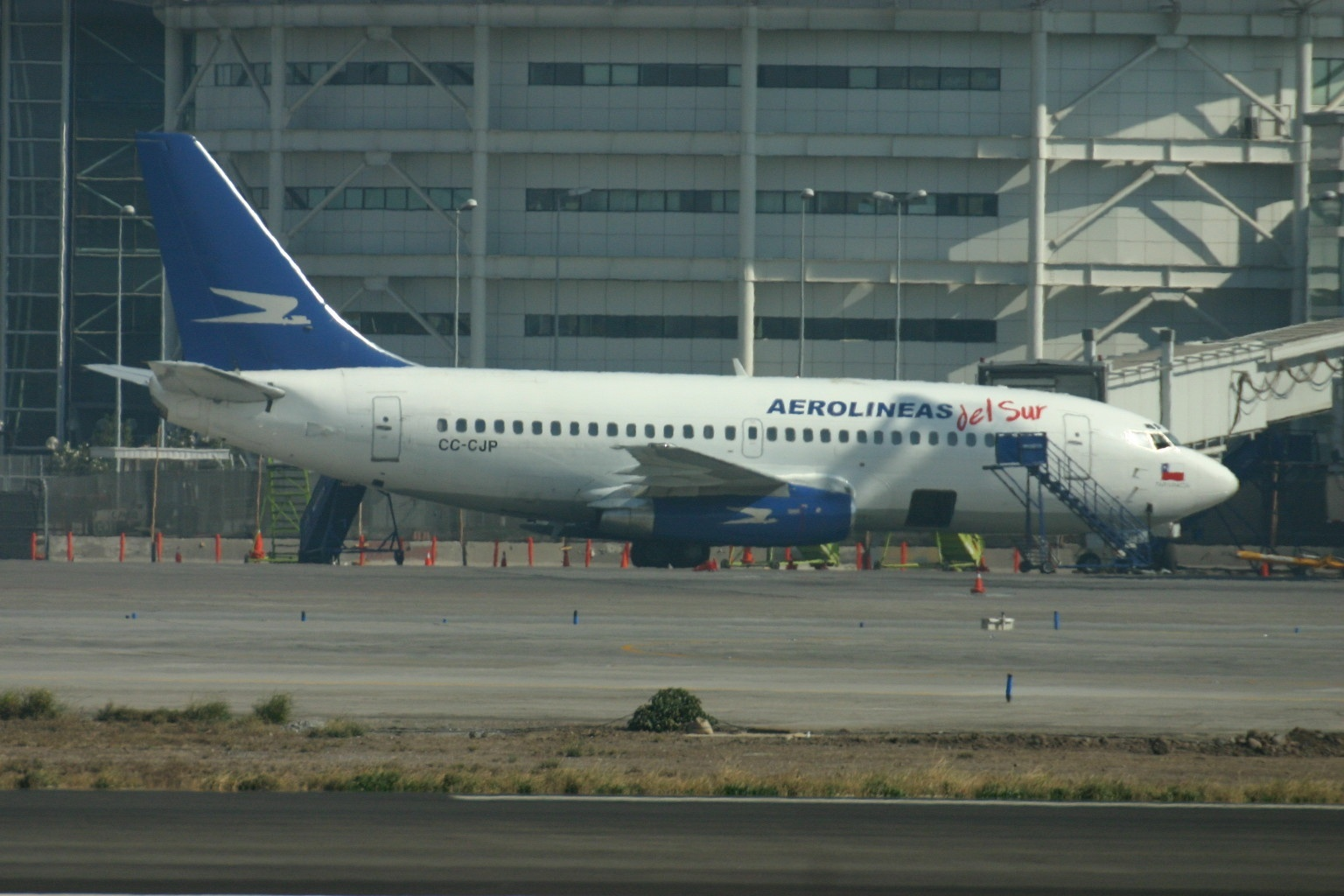
CC-CJP, un 737 di ACC ancora in livrea Aerolineas Del Sur.

## Destinazioni
Air Comet Chile operava su rotte da Santiago del Cile verso le seguenti destinazioni nazionali (a partire da ottobre 2008):
- Puerto Montt
- Punta Arenas

## Flotta
La flotta di Air Comet Chile era composta dai seguenti aeromobili (fino al 12 settembre 2008):
- 3 Boeing 737-200

L'8 novembre 2008 l'età media della flotta di Air Comet Chile era di 27,7 anni.